# Диффузное внегалактическое фоновое излучение

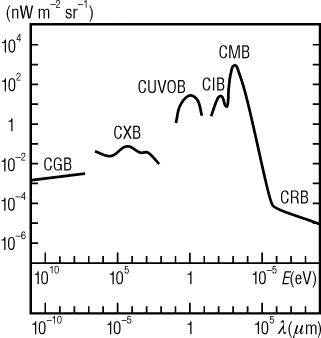
Схематическое представление распределения энергии в спектре DEBRA. На оси ординат отложено произведение энергетической яркости и длины волны, то есть λL_{eλ}.

Диффузное внегалактическое фоновое излучение (англ. Diffuse extragalactic background radiation, DEBRA) — диффузное поле фотонов внегалактического происхождения, заполняющее Вселенную. Фотоны могут отличаться по энергии на 20 порядков: от ~10−7 эВ до ~100 ГэВ. Происхождение фотонов и связанные с ним физические процессы свои для каждого диапазона длин волн. Существует ряд доказательств существования фонового излучения. На рисунке изображена схема зависимости энергетической яркости, умноженной на длину волны, от длины волны во всех диапазонах электромагнитного излучения. Предполагается, что все космологические модели должны воспроизводить наблюдаемую зависимость. Понимание природы и свойств фонового излучения является важной задачей современной космологии, затрагивающей многие области астрофизики. Например, оптическое излучение внегалактических источников в совокупности можно рассматривать как летопись нуклеосинтеза и химической эволюции Вселенной.

## Диапазоны диффузного внегалактического фонового излучения
В целом диффузное внегалактическое фоновое излучение можно разделить на несколько диапазонов в соответствии с природой и связанными физическими процессами. Стандартная классификация такова:
- диффузное внегалактическое фоновое гамма-излучение
- космическое рентгеновское фоновое излучение
- внегалактическое фоновое излучение (включающее реликтовое излучение)
- реликтовое излучение
- космическое фоновое радиоизлучение